# Romanización revisada del coreano
La romanización revisada del coreano (hangul: 국어의 로마자 표기법, romanización revisada: gugeoui romaja pyogibeop, McCune-Reischauer: kukŏŭi romacha p'yokipŏp) es el sistema de romanización oficial de Corea del Sur. Este sistema fue publicado por las autoridades surcoreanas en el año 2000, como sustituto al anterior sistema oficial (basado en la romanización McCune-Reischauer). El nuevo sistema es similar al usado antes de 1984, salvo que el anterior no representaba fielmente la variación de la pronunciación de algunas consonantes según su posición en la palabra.
La romanización revisada usa exclusivamente símbolos alfabéticos (sin acentos o tildes) a excepción del guion, cuyo uso suele ser opcional y poco frecuente. Fue desarrollada por la Academia Nacional del idioma Coreano en 1995, y fue publicada el 4 de julio de 2000 por el ministerio de Cultura y Turismo de Corea. Entre las razones aportadas para la adopción de un nuevo sistema sin signos diacríticos se encuentran las siguientes: 
- Al utilizar únicamente letras y símbolos latinos, es más viable su uso en ordenadores, mientras que el uso de apóstrofos y acentos breves del sistema McCune-Reischauer puede resultar problemático o incómodo en el ámbito de la informática.
- Proporciona una romanización consistente por parte de hablantes nativos coreanos, ya que refleja mejor algunas características importantes del idioma.
- Evita las confusiones resultantes de la tendencia a omitir los apóstrofos y signos diacríticos.
- Posibilita el registro de nombres de dominio de internet en coreano, en los que sólo es posible utilizar caracteres ASCII planos.

## Características
Algunas características remarcables de la romanización revisada son:
- Las sílabas hangul 어 y 으 se romanizan como dígrafos formados por dos vocales: eo y eu, respectivamente (en lugar de utilizar ŏ y ŭ como en el sistema McCune-Reischauer).
- ㅝ se romaniza como wo y ㅢ como ui.
- A diferencia del sistema McCune-Reischauer, las consonantes aspiradas (ㅋ, ㅌ, ㅍ, ㅊ) no se marcan con apóstrofos, sino que se romanizan como k, t, p y ch respectivamente. Las consonantes no aspiradas correspondientes (ㄱ, ㄷ, ㅂ, ㅈ) se romanizan con letras que en inglés son consonantes sonoras: g, d, b y j.
- ㅅ siempre se romaniza como s si precede a una vocal o una semivocal, nunca como sh excepto cuando se está transliterando.
- ㄹ equivale a r cuando precede a una vocal o semivocal, y a l en el resto de los casos: 리을 → rieul, 철원 → Cheorwon, 울릉도 → Ulleungdo, 발해 → Balhae. Al igual que en el sistema McCune-Reischauer, ㄴ se romaniza como l cuando es pronunciada como una consonante lateral en lugar de una consonante nasal: 전라북도 → Jeollabuk-do

El guion se puede emplear en casos en los que la romanización de una sílaba pueda resultar ambigua y confundirse con otra: 장음 → jang-eum en contraposición a 잔금 → jan-geum. No obstante, ninguna publicación oficial utiliza este recurso.
Se debe utilizar el guion en transliteraciones, para marcar la existencia de un carácter ㅇ al principio de una sílaba (expresa ausencia de sonido antes de una vocal), excepto si este aparece al principio de la palabra: 없었습니다 → eobs-eoss-seubnida, 외국어 → oegug-eo, 애오개 → Ae-ogae
Aunque en principio las sílabas de los nombres propios coreanos no se separen con guiones, esto está permitido: 강홍립 → Gang Hongrip o Gang Hong-rip, 한복남 → Han Boknam o Han Bok-nam
Las sílabas que se refieren a unidades administrativas territoriales coreanas, como por ejemplo, do (unidad equivalente a una provincia) se deben separar del nombre del lugar con un guion: 강원도 → Gangwon-do. Asimismo, algunas veces se pueden omitir algunas de estas sílabas (como 시, 군 o 읍): 평창군 → Pyeongchang-gun o Pyeongchang, 평창읍 → Pyeongchang-eup o Pyeongchang.

## Reglas de transcripción

### Vocales
| Hangul       | ㅏ | ㅐ | ㅑ | ㅒ  | ㅓ | ㅔ | ㅕ  | ㅖ | ㅗ | ㅘ | ㅙ  | ㅚ | ㅛ | ㅜ | ㅝ | ㅞ | ㅟ | ㅠ | ㅡ | ㅢ | ㅣ |
| Romanización | a  | ae | ya | yae | eo | e  | yeo | ye | o  | wa | wae | oe | yo | u  | wo | we | wi | yu | eu | ui | i  |

### Consonantes
| Hangul       | Hangul  | ㄱ | ㄲ | ㄴ | ㄷ | ㄸ | ㄹ | ㅁ | ㅂ | ㅃ | ㅅ | ㅆ | ㅇ | ㅈ | ㅉ | ㅊ | ㅋ | ㅌ | ㅍ | ㅎ |
| Romanización | Inicial | g  | kk | n  | d  | tt | r  | m  | b  | pp | s  | ss | –  | j  | jj | ch | k  | t  | p  | h  |
| Romanización | Final   | k  | k  | n  | t  | –  | l  | m  | p  | –  | t  | t  | ng | t  | –  | t  | k  | t  | p  | t  |

ㄱ, ㄷ, ㅂ, y ㄹ se transcriben como g, d, b, y r cuando se coloca en la inicial de una palabra o antes de una vocal, y como k, t, p, y l cuando va seguida de otra consonante o cuando aparece al final de una palabra.

### Provisiones especiales
La romanización revisada transcribe ciertos cambios fonéticos que ocurren con combinaciones de la consonante final de un carácter y la consonante inicial del siguiente como Hanguk → Hangugeo. Estos cambios significativos ocurren (resaltados en amarillo):
| inicial siguientefinal anterior | inicial siguientefinal anterior | ㅇ    | ㄱ  | ㄴ  | ㄷ  | ㄹ  | ㅁ  | ㅂ  | ㅅ  | ㅈ  | ㅊ   | ㅋ  | ㅌ  | ㅍ  | ㅎ        |
| inicial siguientefinal anterior | inicial siguientefinal anterior | –     | g   | n   | d   | r   | m   | b   | s   | j   | ch   | k   | t   | p   | h         |
| ------------------------------- | ------------------------------- | ----- | --- | --- | --- | --- | --- | --- | --- | --- | ---- | --- | --- | --- | --------- |
| ㄱ                              | k                               | g     | kg  | ngn | kd  | ngn | ngm | kb  | ks  | kj  | kch  | k-k | kt  | kp  | kh, k     |
| ㄴ                              | n                               | n     | n-g | nn  | nd  | ll  | nm  | nb  | ns  | nj  | nch  | nk  | nt  | np  | nh        |
| ㄷ                              | t                               | d, j  | tg  | nn  | td  | nn  | nm  | tb  | ts  | tj  | tch  | tk  | t-t | tp  | th, t, ch |
| ㄹ                              | l                               | r     | lg  | ln  | ld  | ll  | lm  | lb  | ls  | lj  | lch  | lk  | lt  | lp  | lh        |
| ㅁ                              | m                               | m     | mg  | mn  | md  | mn  | mm  | mb  | ms  | mj  | mch  | mk  | mt  | mp  | mh        |
| ㅂ                              | p                               | b     | pg  | mn  | pd  | mn  | mm  | pb  | ps  | pj  | pch  | pk  | pt  | p-p | ph, p     |
| ㅅ                              | t                               | s     | tg  | nn  | td  | nn  | nm  | tb  | ts  | tj  | tch  | tk  | t-t | tp  | th, t, ch |
| ㅇ                              | ng                              | ng-   | ngg | ngn | ngd | ngn | ngm | ngb | ngs | ngj | ngch | ngk | ngt | ngp | ngh       |
| ㅈ                              | t                               | j     | tg  | nn  | td  | nn  | nm  | tb  | ts  | tj  | tch  | tk  | t-t | tp  | th, t, ch |
| ㅊ                              | t                               | ch    | tg  | nn  | td  | nn  | nm  | tb  | ts  | tj  | tch  | tk  | t-t | tp  | th, t, ch |
| ㅌ                              | t                               | t, ch | tg  | nn  | td  | nn  | nm  | tb  | ts  | tj  | tch  | tk  | t-t | tp  | th, t, ch |
| ㅎ                              | t                               | h     | k   | nn  | t   | nn  | nm  | p   | hs  | ch  | tch  | tk  | t   | tp  | t         |

Los cambios fonéticos entre las sílabas en los nombres de pila no se transcriben: 정석민 → Jeong Seokmin o Jeong Seok-min, 최빛나 → Choe Bitna o Choe Bit-na.
Los cambios fonológicos se reflejan donde ㄱ, ㄷ, ㅂ, y ㅈ son adjuntas a ㅎ: 좋고 → joko, 놓다 → nota, 잡혀 → japyeo, 낳지 → nachi. Sin embargo, los sonidos aspirados no se reflejan en el caso de sustantivos donde ㅎ sigue a ㄱ, ㄷ, y ㅂ: 묵호 → Mukho, 집현전 → Jiphyeonjeon.